# Don't Call Us, We'll Call You
"Don't Call Us, We'll Call You" is een nummer van de Amerikaanse band Sugarloaf. Het verscheen op hun gelijknamige album uit 1975. In november 1974 werd het uitgebracht als de eerste single van het album.

## Achtergrond
"Don't Call Us, We'll Call You" is geschreven door zanger Jerry Corbetta in samenwerking met John Carter en geproduceerd door Frank Slay, eigenaar van Claridge Records, die de single uitbracht. In het nummer wordt de ervaring van de band met CBS Records beschreven. Het gaat over de grote moeite die de band moest doen om een platencontract bij de maatschappij te krijgen. De maatschappij beweerde dat zij de band goed vonden, maar dat hun stijl te veel lijkt op die van andere artiesten. In 1970 had de band een hit gehad met "Green-Eyed Lady" en ging deze op tournee. Als reactie hierop wilde CBS hen alsnog een contract aanbieden, maar de band antwoordde met de zin "bel ons niet, wij bellen jullie" - een zin die de leden voor hun hit vaak van de maatschappij te horen kregen. Het lied kan zodoende worden gezien als practical joke.
In "Don't Call Us, We'll Call You" wordt de gitaarriff uit "I Feel Fine" van The Beatles nagespeeld. Dit wordt in de regel "sounds like John, Paul and George" aangehaald. Ook is een riff uit "Superstition" van Stevie Wonder te horen. Tevens doet dj Ken Griffin een imitatie van Wolfman Jack, die de naam van een radiostation aankondigt; tijdens een liveoptreden in het televisieprogramma The Midnight Special sprak presentator Wolfman Jack zelf de zin uit.
"Don't Call Us, We'll Call You" werd in een aantal landen een hit. In de Amerikaanse Billboard Hot 100 werd de negende plaats behaald, terwijl het in Canada op de vijfde plaats piekte. In Nederland kwam de single tot de elfde plaats in de Top 40 en de dertiende plaats in de Nationale Hitparade, terwijl in Vlaanderen de negentiende plaats in een voorloper van de Ultratop 50 gehaald werd.

## Hitnoteringen

### Nederlandse Top 40
| Hitnotering: 05-07-1975 t/m 16-08-1975 | Hitnotering: 05-07-1975 t/m 16-08-1975 | Hitnotering: 05-07-1975 t/m 16-08-1975 | Hitnotering: 05-07-1975 t/m 16-08-1975 | Hitnotering: 05-07-1975 t/m 16-08-1975 | Hitnotering: 05-07-1975 t/m 16-08-1975 | Hitnotering: 05-07-1975 t/m 16-08-1975 | Hitnotering: 05-07-1975 t/m 16-08-1975 | Hitnotering: 05-07-1975 t/m 16-08-1975 |
| Week                                   | 1                                      | 2                                      | 3                                      | 4                                      | 5                                      | 6                                      | 7                                      |                                        |
| -------------------------------------- | -------------------------------------- | -------------------------------------- | -------------------------------------- | -------------------------------------- | -------------------------------------- | -------------------------------------- | -------------------------------------- | -------------------------------------- |
| Nummer                                 | 26                                     | 17                                     | 13                                     | 11                                     | 17                                     | 33                                     | 37                                     | uit                                    |

### Nationale Hitparade
| Hitnotering: 28-06-1975 t/m 02-08-1975 | Hitnotering: 28-06-1975 t/m 02-08-1975 | Hitnotering: 28-06-1975 t/m 02-08-1975 | Hitnotering: 28-06-1975 t/m 02-08-1975 | Hitnotering: 28-06-1975 t/m 02-08-1975 | Hitnotering: 28-06-1975 t/m 02-08-1975 | Hitnotering: 28-06-1975 t/m 02-08-1975 | Hitnotering: 28-06-1975 t/m 02-08-1975 |
| Week                                   | 1                                      | 2                                      | 3                                      | 4                                      | 5                                      | 6                                      |                                        |
| -------------------------------------- | -------------------------------------- | -------------------------------------- | -------------------------------------- | -------------------------------------- | -------------------------------------- | -------------------------------------- | -------------------------------------- |
| Nummer                                 | 16                                     | 16                                     | 17                                     | 13                                     | 14                                     | 21                                     | uit                                    |

### NPO Radio 2 Top 2000
| Nummer met noteringen in de NPO Radio 2 Top 2000 | '00  | '01  | '02  |
| ------------------------------------------------ | ---- | ---- | ---- |
| Don't Call Us, We'll Call You                    | 1316 | 1276 | 1534 |

1. ↑  Een vetgedrukt getal geeft de hoogste notering aan.
2. ↑  2000 was het eerste jaar met een notering voor dit nummer.
3. ↑  Deze tabel is bijgewerkt tot en met de laatste editie (2024).